# Dendrophryniscus
Dendrophryniscus là một chi động vật lưỡng cư trong họ Bufonidae, thuộc bộ Anura. Chi này có 7 loài và 29% bị đe dọa hoặc tuyệt chủng.

## Hình ảnh

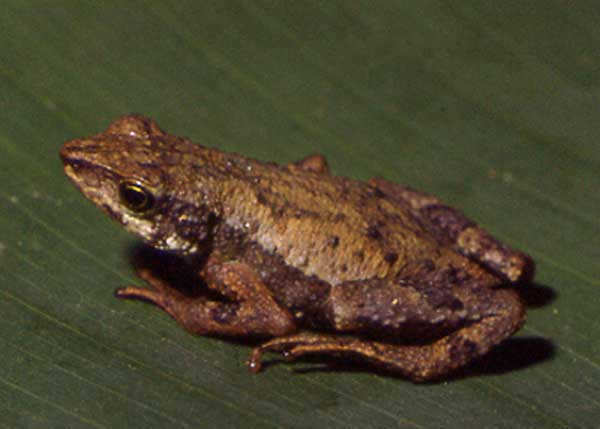